# Ce qu'on s'amusait !
Ce qu'on s'amusait ! (titre original : The Fun They Had) est une nouvelle d'Isaac Asimov publiée pour la première fois en 1951 dans une revue pour enfants, et reprise en février 1954 dans The Magazine of Fantasy & Science Fiction. Elle a été traduite en français en octobre 1956 dans le magazine Fiction.

## Publications

### Publication aux États-Unis
La nouvelle a été publiée pour la première fois en 1951 dans une revue pour enfants (Boys and Girls page, et reprise en février 1954 dans The Magazine of Fantasy & Science Fiction. Elle a été publiée pour la première fois en recueil dans Earth Is Room Enough en octobre 1957.

### Publication en France
La nouvelle est publiée pour la première fois en France en octobre 1956 dans le magazine Fiction. Elle est reprise dans l'anthologie Le Livre d'or de la science-fiction : Isaac Asimov en septembre 1980 aux éditions Presses Pocket puis rééditée en 1989, 1990 et 1992 dans la collection Le Grand Temple de la S-F avec pour titre Prélude à l'éternité.
La nouvelle apparait également dans Anthologie de la littérature de science-fiction réalisé par Jacques Sadoul pour les éditions Ramsay en 1981  (ISBN 2-85956-231-1).

## Résumé
Des enfants de 2155 trouvent un ancien livre de classe. Ils sont étonnés d'apprendre son usage, car leur éducation se fait à domicile, par ordinateur. De retour chez elle, la jeune Margie s'imagine l'école de jadis, avec son maître, forcément plus agréable et flexible qu'une machine, et des enfants libres de lire, de discuter, de jouer ; elle conclut alors nostalgiquement , « Ce qu'on s'amusait ! ».